# Hydropräfix
Hydropräfix ist ein Begriff aus der chemischen Nomenklatur. Es ist ein Begriff, der in der chemischen Nomenklatur vor einen Stammnamen geschrieben wird, um zusätzlich vorhandene zwei (Dihydro) oder vier (Tetrahydro) Wasserstoffatome zu kennzeichnen. Der Hydropräfix Octahydro kennzeichnet z. B. ein Molekül mit dem Gerüst der Stammverbindung in das acht zusätzliche Wasserstoffatome eingefügt sind.
| Hydropräfix | Stammverbindung | Formel und Name inkl. Hydropräfix (= modifizierter Name) |
| ----------- | --------------- | -------------------------------------------------------- |
| dihydro     | Pyridin         | 1,4-Dihydropyridin                                       |
| dihydro     | Anthracen       | 9,10-Dihydroanthracen                                    |